# Teredolaemus heinzei
Teredolaemus heinzei is een keversoort uit de familie knotshoutkevers (Bothrideridae). De wetenschappelijke naam van de soort werd in 1982 gepubliceerd door Stanislaw Adam Ślipiński.